# 헬몬트

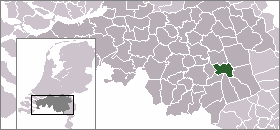
헬몬트의 위치

헬몬트(Helmond)는 네덜란드 남부 노르트브라반트주의 도시이다.